# Publio Vegezio Renato
Publio Flavio Vegezio Renato (in latino Publius Flavius Vegetius Renatus; fl. V secolo) è stato un funzionario e scrittore romano.

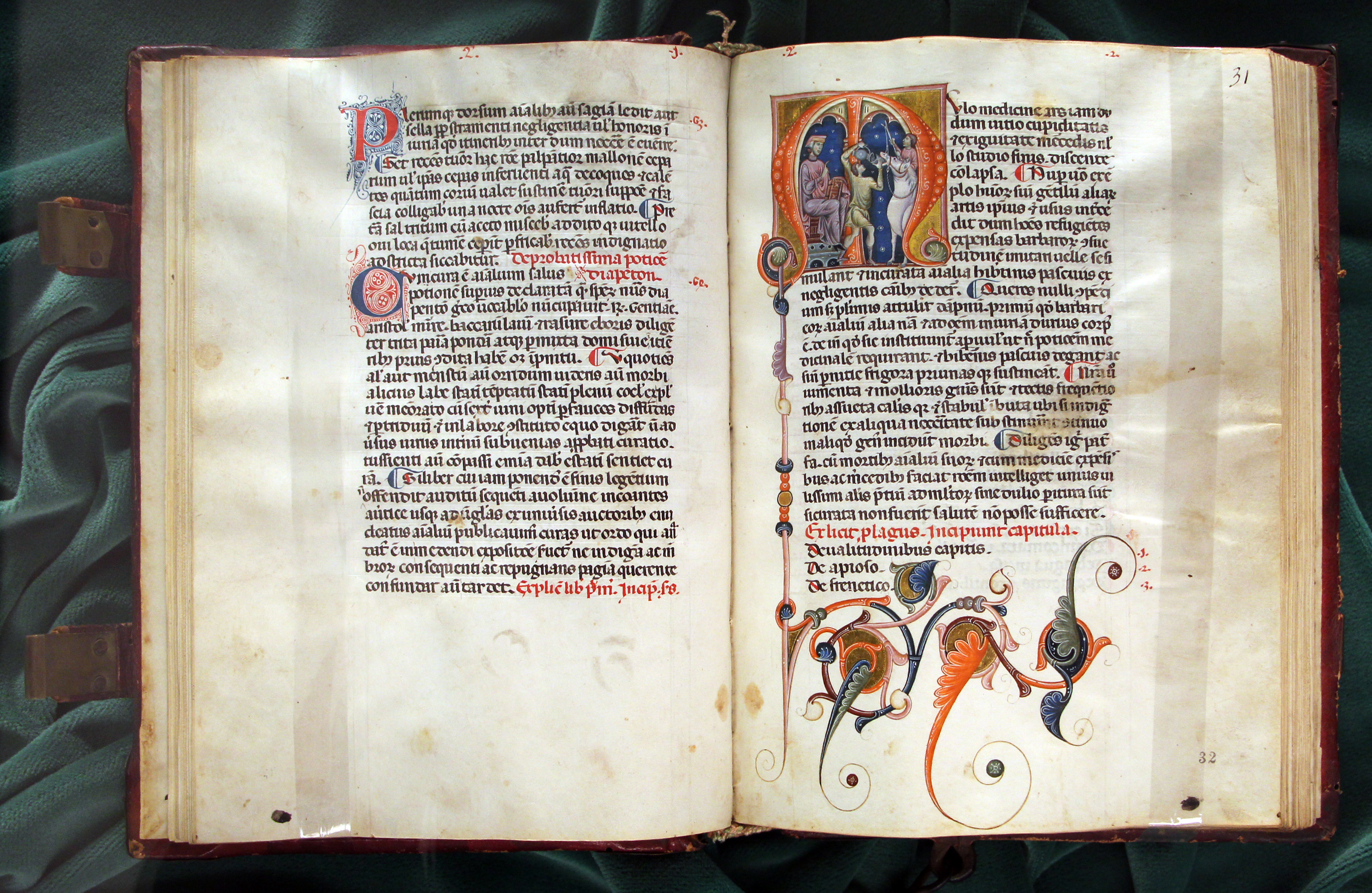
Mulomedicina (1250-1375 ca., Biblioteca Medicea Laurenziana, pluteo 45.19)

Appartenente al ceto più alto dell'aristocrazia tardoromana (detenne il rango di vir illustris), fu ricco possidente e, contro quello che si potrebbe pensare in quanto autore dell’Epitoma rei militaris, non fu un soldato di professione, anzi dovette essere certamente estraneo alla vita militare, anche perché nel suo trattato militare si astiene da riferimenti pratici alla vita del campo. Il nome Renatus e il fatto che riporti la formula del sacramentum militare (ovvero del giuramento su Dio, Gesù e lo Spirito) nell’Epitoma (II, 5), fanno pensare che sia stato cristiano.

## Biografia e opere
Si sa pochissimo sul suo conto: in alcuni manoscritti gli sono attribuiti i titoli di vir illustris e di comes e probabilmente faceva quindi parte dell'aristocrazia senatoria della corte imperiale. Da allusioni presenti nei suoi scritti sembrerebbe sia stato cristiano.
È noto per il trattato Epitoma rei militaris (conosciuto anche come De re militari), che tratta in quattro libri dell'arte della guerra e fu scritto, come egli stesso riporta, su richiesta dello stesso imperatore. L'identificazione dell'imperatore a cui si riferisce è incerta: si è pensato in particolare a Teodosio I, a Valentiniano II, Valentiniano III o, e questa sembra essere l'identificazione più verosimile, a Teodosio II.
Suoi sono pure i Digesta artis mulomedicinalis (o Mulomedicina), un trattato in tre libri di veterinaria tratto da scritti precedenti: la cosiddetta Mulomedicina Chironis e l'Ars veterinaria di Pelagonio, del principio del IV secolo. Vegezio scrisse anche una De curis boum epitoma (in un unico libro, a torto considerato dai più come il quarto libro della Mulomedicina) desunta quasi interamente dal VI libro del De re rustica di Columella.
Il suo nome originario fu probabilmente Publio Vegezio Renato, a cui si aggiunse il nome imperiale di Flavio, come titolo onorifico. Quasi tutti i manoscritti dell'Epitoma rei militaris riportano il nome dell'autore sotto la forma "Flavio Vegezio Renato"; quelli della Mulomedicina hanno invece "Publio Vegezio Renato", forse in quanto si trattava di un'opera estranea alle sue funzioni ufficiali, o forse perché redatta prima di ottenere l'attribuzione onorifica del nome imperiale.

## Opere
- Flavio Vegezio Renato, L'arte della guerra (Epitoma rei militaris), Bur - Classici Greci e Latini (testo a fronte), 2001, ISBN 88-17-10645-3.